# 私立薬科大学定員割れ問題
私立薬科大学定員割れ問題（しりつやっかだいがくていいんわれもんだい）は、大学の薬学部で起きている問題。

## 概要
全国の大学の薬学部は、2002年度の47校から、2023年度までには79校まで増加するなど、21世紀に入ってから1年に1校以上のペースで薬学部が新設されてきた。その結果定員割れや国家試験に合格できないと囁かれる薬学部が出現した。
薬剤師は求職者よりも求人数が多かったが、東京や大阪などでの都市部では充足するようになっている一方で、地方部では依然として不足が続いており、文科省も「薬剤師不足の都道府県は薬学部の新設・定員増を例外的に認める」としていた。
2020年には4割以上の大学が定員割れする状況とされ、2023年には入学者数が募集定員の1割にも満たない大学もある。2024年度入試でも、歴史が浅い私立大の薬学部を中心に薬学科の人気も下がった。